# David Torn
David Torn (* 26. května 1953 Amityville) je americký kytarista, hudební producent a skladatel. Své první album vydal v roce 1984 pod názvem Best Laid Plans. Vydala jej společnost ECM Records, se kterou spolupracoval i na dalších deskách. V roce 2019 vydal ve spolupráci se saxofonistou Timem Bernem a perkusionistou Chesem Smithem album Sun of Goldfinger. Během své kariéry spolupracoval s mnoha hudebníky napříč žánry; patří mezi ně například David Bowie, Manu Katché a Madonna. Byl členem skupiny Bruford Levin Upper Extremities. Rovněž se věnuje skládání filmové hudby, složil ji například pro snímky Světla páteční noci (2004), Saint John of Las Vegas (2009) a (Ne)zadaní (2013). Jeho syn Elijah B. Torn se rovněž věnuje hudbě.